# Frank Barkow
Frank Barkow (* 1957 in Kansas City, Kansas) ist ein US-amerikanischer Architekt. Seit 1993 führt er, gemeinsam mit Regine Leibinger, das Architekturbüro Barkow Leibinger in Berlin. Das Büro beschäftigt rund 60 Mitarbeiter.
Barkow studierte Architektur an der Montana State University und an der Harvard Graduate School of Design. Als Professor lehrt er u. a. an der Harvard Graduate School of Design, am Royal College of Art in London, der EPFL in Lausanne, der Cornell University und der Architectural Association in London.

## Bauten und Projekte (Auswahl)

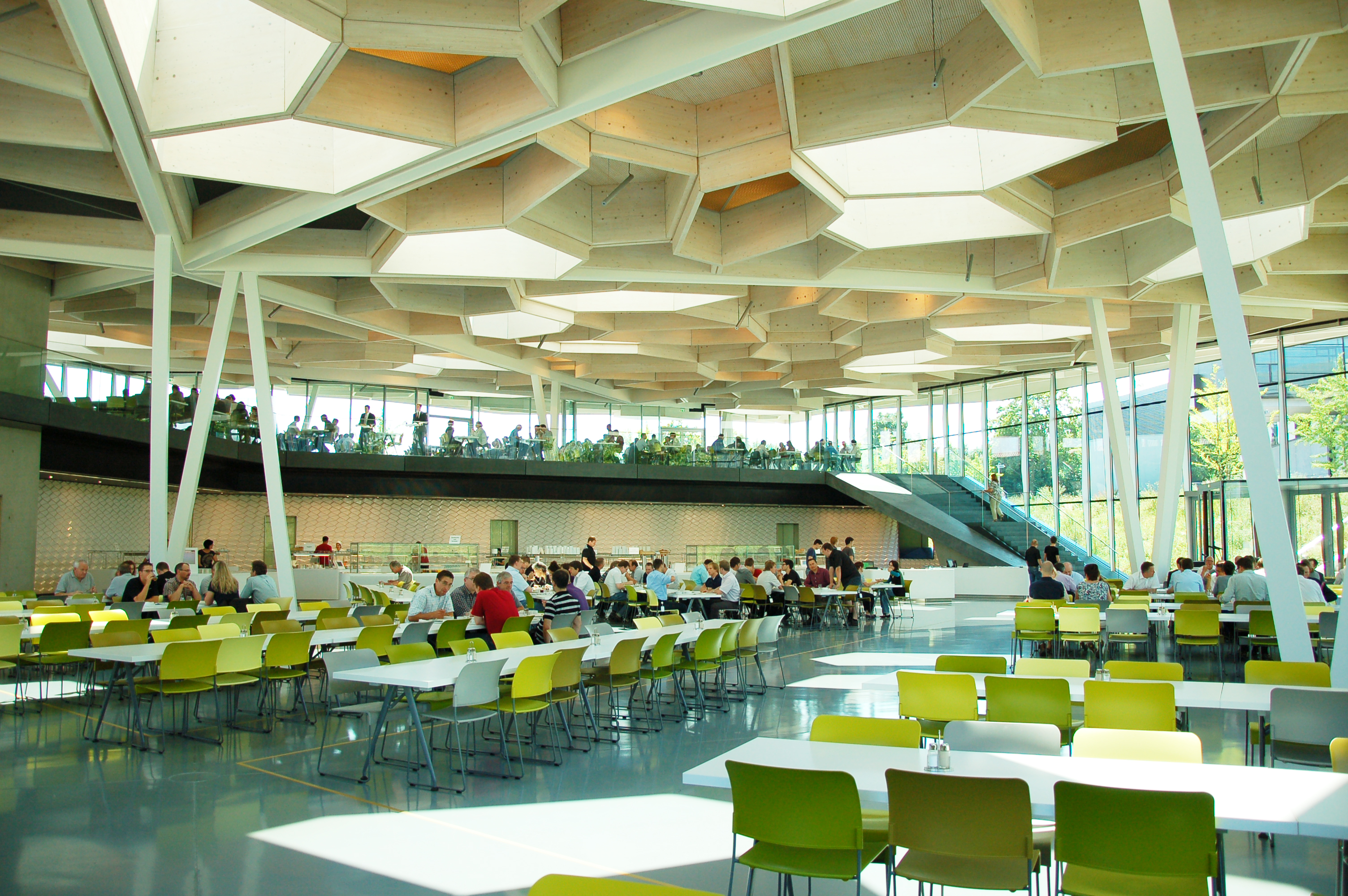
Trumpf Betriebsrestaurant mit Auditorium

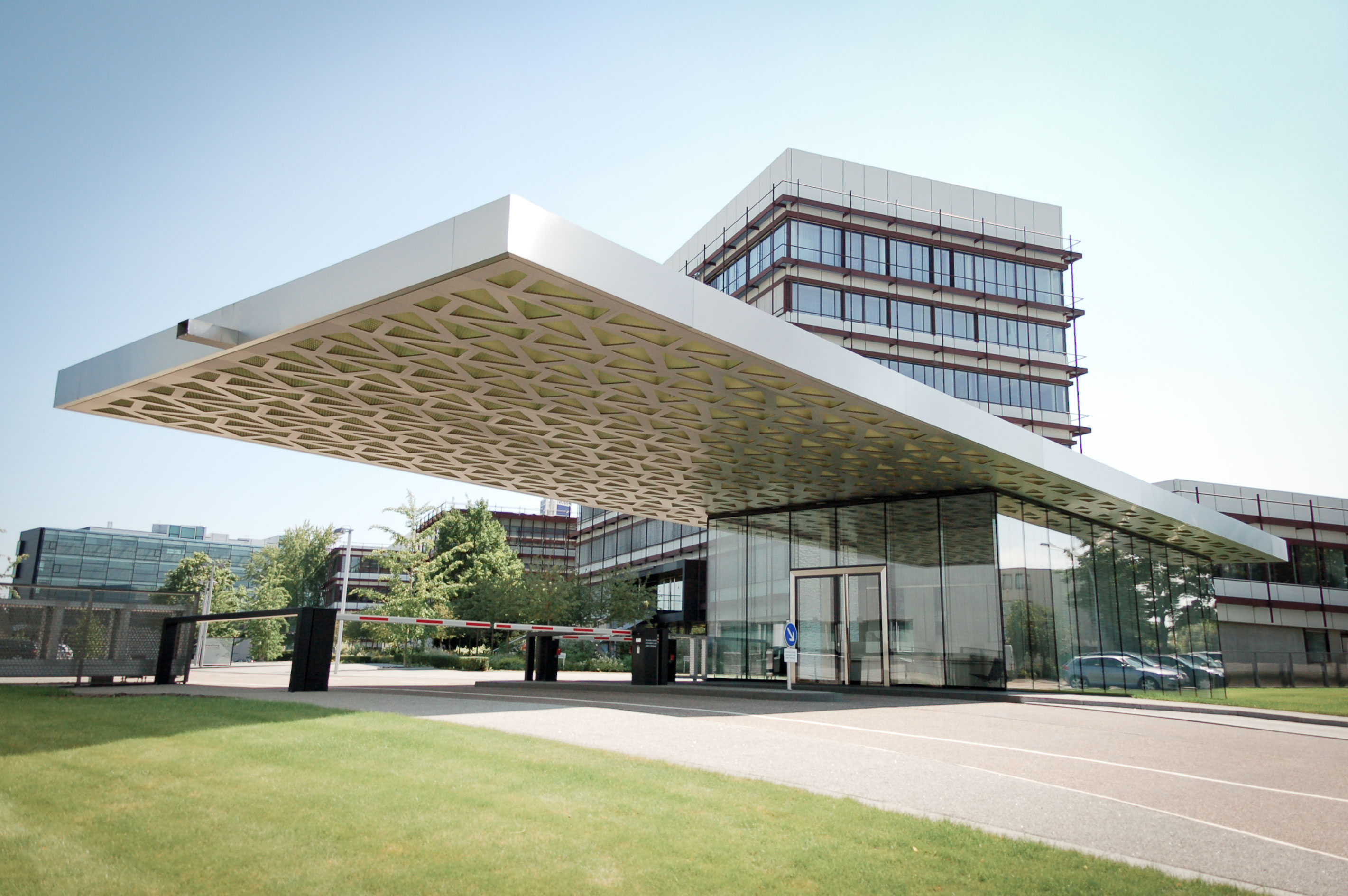
Trumpf Hauptpforte

- Fraunhofer Research Campus, Waischenfeld, 2014
- Estrel Tower Berlin, Wettbewerb 2014, 1. Preis
- Aufbau Haus 84, 2015[1]
- Tour Total Berlin, 2012[2][3]
- Stadthaus M1 Vauban, Freiburg im Breisgau, 2012[4][5]
- Site Master Plan Bayer Schering Pharma, Berlin, 2010
- Entwicklungszentrum für Trumpf, Ditzingen, 2009
- Bürogebäude mit Lehrwerkstätten für Trumpf, Hettingen, 2009
- Laserfabrik für Trumpf, Farmington, Connecticut, USA, 2008
- Trumpf Betriebsrestaurant mit Auditorium, Ditzingen, 2008
- Trumpf Hauptpforte, Ditzingen, 2007
- Trutec – Bürogebäude mit Showrooms, Seoul, Korea, 2006
- Schulungszentrum mit Betriebsrestaurant für Trumpf, Neukirch, 2005
- Grüsch Pavillon I und II, Grüsch, Schweiz, 2001/2004
- Trumpf Vertriebs- und Servicezentrum, Ditzingen, 2003
- Biosphäre Potsdam, 2001
- Trumpf Kunden- und Ausbildungszentrum, Farmington, Connecticut, USA, 1999
- Jugendzentrum und Kindertagesstätte, Berlin-Buchholz, 1997/1998

## Auszeichnungen (Auswahl)
- Hugo-Häring-Landespreis 2012 für das Betriebsrestaurant mit Auditorium, Ditzingen
- Global Holcim Innovation Prize 2012 – 2. Preis für das Smart Material House, Hamburg
- Holcim Awards 2011 for Europe - Acknowledgement Prize
- 13th Architectural Record Good Design is Good Business Award 2011
- AIA Institute Honor Awards for Architecture, 2010, 2008, 2006, 1999
- DAM Preis für Architektur in Deutschland für Architektur in Deutschland, 2009, für das Betriebsrestaurant des Unternehmens Trumpf
- Marcus Prize for Architecture 2007, Milwaukee Wisconsin
- Deutscher Architekturpreis, Anerkennung, 2005
- BDA-Preis – Architektur in Brandenburg, 2004
- Hugo-Häring-Preis, 2003
- Deutscher Fassadenpreis für vorgehängte hinterlüftete Fassaden, 2000

## Publikationen (Auswahl)
- Cultivating the Landscape. Hrsg. Galerie Aedes, Ausstellungskatalog, Berlin 1999
- Werkbericht 1993–2001 / Workreport Barkow Leibinger. Hrsg. George Wagner, Birkhäuser, Basel 2001
- Barkow Leibinger Architects Works | Opere BY 7. Hrsg. Marcella Gallotta, Melfi: Casa Editrice Librìa, 2004
- Barkow Leibinger Architects C3. Hrsg. Uje Lee, Seoul, Korea 2007
- Reflect - Building in the Digital Media City, Seoul, Korea. Hrsg. Andres Lepik, Hatje Cantz, Ostfildern 2007
- An Atlas of Fabrication. Hrsg. Pamela Johnson, AA Publication, London 2009
- Spielraum. Hatje Cantz, Berlin 2014